# Кёрлинг на зимних Олимпийских играх 2026
Соревнования по кёрлингу на зимних Олимпийских играх 2026 года будут проводиться в городе Кортина-д’Ампеццо на Олимпийском стадионе с 4 по 22 февраля. Соревнования по кёрлингу среди мужских и женских команд включены в олимпийскую программу в девятый раз, соревнования среди смешанных пар — в третий раз. В каждом из мужских, женских и смешанных парных соревнований будут участвовать по 10 национальных сборных команд.